# Aristau
Aristau est une commune suisse du canton d'Argovie, située dans le district de Muri.

Vue aérienne (1950).

## Personnalités
- Erika Burkart (1922-2010), poète et écrivain.
- Ernst Halter (* 1938), poète et écrivain.